# Pécs
Pécs (izg. [ˈpeːt͡ʃ], hrvaško Pečuh, srbsko Pečuj), je z okoli 150.000 prebivalci peto največje madžarsko mesto, zgrajeno na pobočjih hribovja Mecsek na jugozahodu države blizu meje s Hrvaško. Je upravno in gospodarsko središče Baranjske županije in sedež rimskokatoliške škofije. 
Mesto je naslednik mesta Sopianae, ki so ga zgradili Rimljani na začetku 2. stoletja na ozemlju keltskih in panonskih plemen. V 4. stoletju je postalo upravno središče  rimske province Panonija Valerija in pomembno zgodnjekrščansko središče. Zgodnjekrščanska nekropola iz tega obdobja je decembra 2000 postala del Unescove svetovne kulturne dediščine.
Peško škofijo je ustanovil ogrski kralj Štefan I.  leta 1009. Kralj Ludvik I.  je v mestu leta 1367 ustanovil prvo univerzo na Madžarskem. Univerza je še vedno največja v državi.  Pécs je med škofovanjem velikega humanističnega pesnika Janusa Pannoniusa postal eno od evropskih kulturnih in umetnostnih središč. Mesto ima bogato zapuščino tudi iz 150 let dolge turške okupacije, v katero spada mošeja paše Kasima  na Széchenyijevem trgu.
Pecs je bil vedno  multikulturno mesto, v katerem so se v njegovi dvatisočletni zgodovini zlivale različne vrednote in kulture. V mestu še vedno  v sožitju živijo Madžari, Hrvati in Švabi.  Leta 1998 je zaradi ohranjanja kultur manjšin, strpnosti in pomoči beguncem iz vojn po razpadu Jugoslavije dobil Unescovo nagrado Mesta za mir. Leta 2007 je bil po mnenju LivCom tretje, leta 2008 pa drugo za bivanje  najbolj prijazno mesto na svetu v kategoriji mest s 75.000-200.000 prebivalci.
Leta 2010 je bil skupaj z Essnom in Istanbulom izbran za Evropsko prestolnico kulture. Moto mesta je Mesto brez meja. Po imenovanju so  se v mestu začele obširne obnove. Obnovili so se mestni parki, ulice in trgi. Zgradila sta se nov kulturni center in knjižnica.
Tu so letališče Pécs-Pogány, Stadion PMFC (7160 mest) in sedež Pécsi MFC.

## Ime
Najstarejše je rimsko ime Sopianæ (edn. Sopiana), ki bi lahko izhajalo iz množinske oblike keltske besede sop, ki pomeni barje. V nasprotju s splošnim prepričanjem ime  Sopianæ ne označuje enega samega mesta ampak skupino vinogradniških kolonij. Trditev potrjuje dejstvo, da niso odkrili nobenih sledov obzidja iz začetnega rimskega obdobja. Prvo mestno obzidje je iz 4. stoletja. 
Srednjeveško mesto je prvič omenjeno leta 871 pod imenom Quinque Basilicae  (Pet bazilik). Ime je povezano z gradnjo novih cerkva, za katere so gradbeniki uporabili gradivo iz petih starih krščanskih kapel.  V kasnejših latinskih dokumentih se  mesto omenja z rahlo spremenjenim vendar vsebinsko enakim imenom Quinque Ecclesiæ – Pet cerkva (nemško Fünfkirchen, slovaško  Päťkostolie).
Ime Pécs  se je prvič pojavilo  v dokumentu iz leta 1235 v besedi Pechyut (sodobno črkovanje pécsi út), ki pomeni cesta v/iz Pécsa.  V turščini beseda beş (izg. [beʃ]) pomeni število pet. Ime v sedanji obliki je prvič dokumentirano po mongolski invaziji v Evropo. 
V drugih jezikih se mesto imenuje: latinsko  Quinque Ecclesiae, hrvaško Pečuh, srbsko Печуј/Pečuj, slovaško  Päťkostolie, češko Pětikostelí in nemško Fünfkirchen.

## Zgodovina

### Antično rimsko mesto
Okolica mesta je bila naseljena že v prazgodovini. Najstarejše arheološke najdbe so stare približno 6.000 let. Pred prihodom Rimljanov so bili v teh krajih naseljeni Kelti. Ko je zahodna Panonska nižina postala rimska provinca Panonija, so Rimljani na začetku  2. stoletja na območju  Pécsa  ustanovili več vinogradniških kolonij s skupnim imenom Sopianae.
Središče Sopian je bilo na mestu sedanje glavne pošte. Nekaj delov rimskega akvadukta je še vidnih. Ko je bila provinca Panonija razdeljena na štiri upravne enote, so Sopianae postale upravno središče province Panonija Valerija. 
V prvi polovici 4. stoletja so Sopianae postale pomembno krščansko mesto. Prva krščanska pokopališča iz tega obdobja so postala del svetovne kulturne dediščine. Rimska oblast je proti koncu 4. stoletja oslabela zaradi napadov barbarov in Hunov.

### Zgodnji srednji vek
Ko je proti koncu 8. stoletja v Panonsko nižino prodrl Karel Veliki, so tod vladali Avari. Po osvojitvi Panonske nižine jo je priključil k Svetemu rimskemu cesarstvu, natančneje k Salzburški škofiji.
Dokument, napisan v Salzburgu leta 871, je prvi, ki omenja zgodnjesrednjeveški  Pécs pod imenom Quinque Basilicae. Spadal je v  frankovsko vazalno kneževino  Spodnja Panonija.

### Srednjeveško ogrsko mesto
Po teoriji Györgyja Györffyja, zasnovani na preučevanju krajevnih imen, so Madžari  po osvojitvi Karpatskega bazena obdržali svoj polnomadski način življenja z letnimi in zimskimi pašniki. Zimska rezidenca Árpádovcev je bil morda prav Pécs. Kasneje so ustanovili Baranjski  comitatus, katerega središče ni bil Pécs, ampak bližnji grad Baranyavár (Baranjski grad), sedanji Beli Manastir na Hrvaškem. Pécs je postal pomembno versko središče in sedež škofije (1009). V latinskih dokumentih se omenja kot Quinque Ecclesiae. 
Okrog leta 1000 so se v regiji naselili Črni Madžari. 
Leta 1064 je kralj Salomon sklenil mir s svojim bratrancem, kasnejšim kraljem Gézo I.,  in z njim v Pécsu praznoval Veliko noč. Kmalu zatem je stolnica pogorela. Sedanja stolnica je bila zgrajena v 11. stoletju. 
V Pécs se je priselilo več cerkvenih redov. Prvi so leta 1076  prišli benediktinci. Leta 1181 je bila v mestu ustanovljena bolnišnica. Prvi dominikanski samostan je bil zgrajen leta 1238.
Kralj Ludvik Veliki je po nasvetu peškega škofa in svojega komornika Viljema leta 1237 v Pécsu ustanovil prvo univerzo v Ogrskem kraljestvu. Njena ustanovna listina je skoraj popoln prepis ustanovne listine Dunajske univerze. Peška univerza je imela pravico do poučevanje vse predmetov iz znanosti in umetnosti razen teologije.
Leta 1459 je peški škof postal Janus Pannonius, najpomembnejši srednjeveški madžarski pesnik, in utrdil kulturni pomen Pécsa.

### Osmanska vladavina
Po porazu ogrske vojske Ludvika II. in njegovi smrti v bitki pri Mohaču leta 1526 je sultan Sulejman okupiral Pécs in velik del Ogrskega kraljestva. Na Ogrskem so se začeli spori o Ludvikovem nasledniku. Del prebivalcev je podpiral Ferdinanda I. Habsburškega, drugi del pa Ivana Zapolja. Na skupščini v Székesfehérvárju je bil  5. novembra 1526 za novega kralja izvoljen Ivan Zapolja in kronan kot Ivan I. (madžarsko I. János). Spomladi 1527 je Ferdinand porazil Zapoljevo vojsko in se 3. novembra kronal za ogrskega kralja. Pécs je bil za svojo podporo Ferdinandu nagrajen z oprostitvijo plačevanja davkov. Mesto se je začelo obnavljati in utrjevati.
Leta 1529 so Turki ponovno osvojili Pécs in krenili na pohod proti Dunaju. Pécs so prisilili, da je za kralja priznal njihovega zaveznika Ivana Zapolja. Ivan je leta 1540 umrl. Turki so naslednje leto osvojili Budimski grad in prisilili Ivanovo vdovo Izabelo, da jim izroči Pécs, ki je imel velik strateški pomen.  Avstrijski cesar je nameraval mestu pomagati  v obrambi proti Turkom, vendar je po nasvetu svojih svetovalcev  svojo pozornost preusmeril s Pécsa na Székesfehérvár in Esztergom. Pécs se je pripravil  na obleganje, vendar so dan pred začetkom obleganja flandrijski in valonski najemniki pobegnili iz mesta in oplenili njegovo okolico. Naslednji dan je peški škof Turkom brez odpora izročil mestne ključe. 
Turki so mesto utrdili in ga spremenili v pravo osmansko mesto. Krščanske cerkve so pretvorili v mošeje, zgradili kopališča, minarete in bazar in ustanovili islamsko versko šolo. Pécs je bil naslednjih sto let otok miru sredi vojn. Sprva je bil središče sandžaka v Budimskem ejaletu, kasneje pa kot Peçuy središče Kanjiškega ejaleta.
Leta 1664 je v Pécs prišel hrvaško-ogrski plemič Nikolaj Zrinski s svojo vojsko. Ker je bilo mesto globoko na osmanskem ozemlju, se je zavedal, da ga sicer lahko osvoji, vendar ga ne bo mogel obdržati. Mesto je oplenil in požgal, gradu pa mu ni uspelo osvojiti. Srednjeveški Pécs je bil za vedno uničen. Ohranili so se samo del mestnega obzidja, obrambni stolp (barbakan) in mreža predorov in katakomb pod mestom. Preživelo je tudi nekaj turških zgradb, med njimi tri mošeje, dva minareta, del kopališča nad krščanskimi grobovi v bližini stolnice in več hiš, ena od njih s kamnito topovsko kroglo v zidu. 
Ko je krščanska vojska leta 1686 osvojila Budimski grad, se3 je  odpravila  osvobajat  Pécs. Predhodnica je vdrla v mesto in ga oplenila. Ker Turki mesta niso mogli obraniti, so ga požgali in se umaknili v grad. 14. oktobra je vojska Ludvika Badenskega zasedla mesto in uničila akvadukt do peškega gradu. Osmanska vojska je ostala brez vode in se je 22. oktobra 1886 vdala.
Mesto je prišlo pod poveljstvo Karla von Thüngena. V njem je začelo veljati vojno pravo. Dunajski dvor je sprva načrtoval popolno uničenje mesta, kasneje pa se je odločil, da ga bo obdržal kot protiutež Szigetvárju, ki je bil še pod  osmansko oblastjo. Mesto je počasi ponovno oživelo, dokler ga ni v 1690. letih prizadela epidemija kuge. 
Leta 1688 so v mesto prišli nemški priseljenci.  Število Madžarov v mestu se je zmanjšalo na samo eno četrtino. V drugih treh četrtinah so prevladovali Nemci in Južni Slovani. Po podatkih iz leta 1698 je bila več kot polovica meščanov slovanskega  porekla. Ker Pécs ni podprl revolucije proti Habsburžanom pod vodstvom  Franca II. Rákocija, je njegova vojska leta 1704 oplenila mesto.

### 18. stoletje
Po letu 1710 se je začelo bolj mirno obdobje. Razvijati so začeli industrija, trgovina in vinogradništvo.  V mestu so se ustanovile manufakture in zgradila nova mestna hiša. Mestni fevdalni gospod je bil peški škof, toda mesto se je trudilo, da bi se otreslo njegove oblasti.  Škof  Jurij Klimó, razsvetljenec, ki je ustanovil prvo javno knjižnico v državi, je bil pripravljen mestu odstopiti svoje pravice, vendar mu je Sveti sedež to prepovedal.  Ko je Klimó leta 1777 umrl, je cesarica Marija Terezija pohitela in pred izvolitvijo novega škofa mesto povzdignila na položaj svobodnega kraljevega mesta.  Proglasitev je mesto stala  83.315 forintov.
Po prvem uradnem popisu prebivalstva, ki je bil opravljen leta 1787 na ukaz cesarja Jožefa II., je bilo v mestu 1.474 hiš in 1.834 družin s skupaj  8.853 člani. Med njimi je bilo 133 duhovnikov in 117 plemičev. 
Leta 1785 se je v Pécs preselila Győrska akademija, ki se je nazadnje razvila v pravno šolo. Leta 1839 je bilo v mestu zgrajeno prvo gledališče.

### 19. in 20. stoletje
V drugi polovici 19. stoletja se je v mestu razvila industrija. Leta 1848 je bilo v mestu 1.739 industrijskih delavcev. Nekatere manufakture so slovele po celi državi.  Najsodobneje opremljeni  panogi  tistega časa sta bili papirništvo in obdelava železa. Pomembni so bili tudi premogovništvo, pivovarstvo in proizvodnja sladkorja. Mesto je imelo 14.416 prebivalcev. 
Med madžarsko revolucijo leta 1848-1849 je mesto za nekaj časa okupirala hrvaška vojska, katero je januarja 1849 zamenjala habsburška vojska.
Po ustavni reformi leta 1867, s katero je nastala dualistična Avstro-Ogrska monarhija, se je začela razvijati cela država. Tega leta je dobil  Pécs železniško povezavo z bližnjim  Barcsom in leta 1882 z Budimpešto. Leta 1913 je mesto dobilo tramvajsko omrežje, katero so leta 1960 ukinili.
Po prvi svetovni vojni je Baranjo okupirala srbska vojska in Pécs do avgusta 1921 ni bil prepričan ali bo pripadel Madžarski ali be. Ogrska je s Trianonskim mirovnim sporazumom izgubila Bratislavo (Pressburg), zato je Bratislavsko univerza preselila v Pécs.  
Med drugo svetovno vojno je Pécs utrpel majhno škodo tudi med veliko  tankovsko bitko med Rdečo armado in silami Osi leta 1945, ki se je dogajala 20-25 km južno od mesta. 
Po vojni se je mesto ponovni hitro razvijalo in širilo in absorbiralo več manjših koliških naselij. V 1980. letih je imelo že 180.000 prebivalcev. 
Po koncu socialističnega obdobja (1989/90) so spremembe političnega in gospodarskega sistema močno prizadele Pécs. Več rudnikov in tovarn je propadlo, število nezaposlenih je močno naraslo, vojna v sosednji Jugoslaviji pa je v 1990. letih vplivala na turizem. Med to vojno je bil Pécs središče dela IFOR (Implementation Force), v katerem so bili vojaki iz Danske, Norveške, Švedske, Finske in Poljske. Prve enote so prišle v mesto konec leta 1995 in na začetku leta 1996. Enote so bile zadolžene  predvsem za logistiko, del enot pa je bil premeščen v Bosno in Hercegovino.

## Mestne znamenitosti
Staro mestno jedro je prava zakladnica starin, med katerimi so najzanimivejše:
- zgodnjekrščanska nekropola
- stolnica, grajena od 11. do 19. stoletja
- škofijska palača
- Széchenyijev trg, glavni trg v zgodovinskem središču Pécsa
- mošeja paše Kasima, danes Cerkev Blažene Device Marije, je nekdanja mošeja v središču mesta Pécs. Zdaj se uporablja kot rimskokatoliška cerkev. Molilnica je kot umetnostni muzej dostopna za vstopnino.
- Narodno gledališče, odprto leta 1895
- Magasház, najvišja zgradba v mestu
- Univerza z Akademijo za umetnost in botaničnim vrtom

## Pobratena mesta
| - Arad, Romunija - Cluj-Napoca, Romunija - Fellbach, Nemčija - Gradec, Avstrija - Kütahya, Turčija - Lahti, Finska | - Dijon, Francija - Grenoble, Francija - Lyon, Francija - Novi Sad, Srbija - Olomouc, Ćeška republika - Osijek, Hrvaška | - Seattle, Združene države Amerike - Sliven, Bolgarija - Terracina, Italija - Tucson, Združene države Amerike - Tuzla, Bosna in Hercegovina - Shiraz, Iran |